# Supercoppa lussemburghese 2022 (pallavolo femminile)
La Supercoppa lussemburghese 2022, 3ª edizione della Supercoppa nazionale di pallavolo femminile, si è svolta il 24 settembre 2022: al torneo hanno partecipato due squadre di club lussemburghesi e la vittoria finale è andata per la terza volta consecutiva al RSR Walfer.

## Regolamento
La formula ha previsto una gara unica.

## Squadre partecipanti
| Squadra    | Qualificazione                          |
| ---------- | --------------------------------------- |
| Mamer      | Vincitrice Coppa di Lussemburgo 2021-22 |
| RSR Walfer | Vincitrice Division Nationale 2021-22   |

## Torneo
| 24 settembre 2022 Hall Omnisports Cents, Lussemburgo Durata: ? - Spettatori: ? | RSR Walfer | 3 - 0 | Mamer | 25-21, 25-20, 25-18 |